# Казеле Торинезе
Казѐле Торинѐзе (на италиански: Caselle Torinese; на пиемонтски: Caseli, Казели) е град и община в Метрополен град Торино, регион Пиемонт, Северна Италия. Разположен е на 277 m надморска височина. Към 1 януари 2020 г. населението на общината е 14 003 души, от които 937 са чужди граждани.